# Bisaltes buquetii
Bisaltes buquetii es una especie de escarabajo longicornio del género Bisaltes, subfamilia Lamiinae. Fue descrita científicamente por Thomson en 1868.
Se distribuye por Bolivia, Brasil, Guayana Francesa y Panamá. Posee una longitud corporal de 12-18 milímetros. El período de vuelo de esta especie ocurre en todos los meses del año, excepto en abril y mayo.
La dieta de Bisaltes buquetii se compone de plantas y arbustos de la familia Convolvulaceae, entre ellas, varias especies del género Maripa.